# الانتخابات التشريعية اليونانية 2009
أجريت الانتخابات البرلمانية في اليونان في 4 أكتوبر 2009. ولم يكن مطلوبا إجراء انتخابات حتى سبتمبر 2011.
في 2 أيلول أعلن رئيس الوزراء كوستاس كارامانليس أنه طلب من الرئيس كارولوس بابولياس حل البرلمان والدعوة لانتخابات مبكرة. وتم حل البرلمان في 9 أيلول. التصويت إلزامي، ولكن لا توجد عقوبات أو غرامات لعدم التصويت.

## أحداث قبل الانتخابات

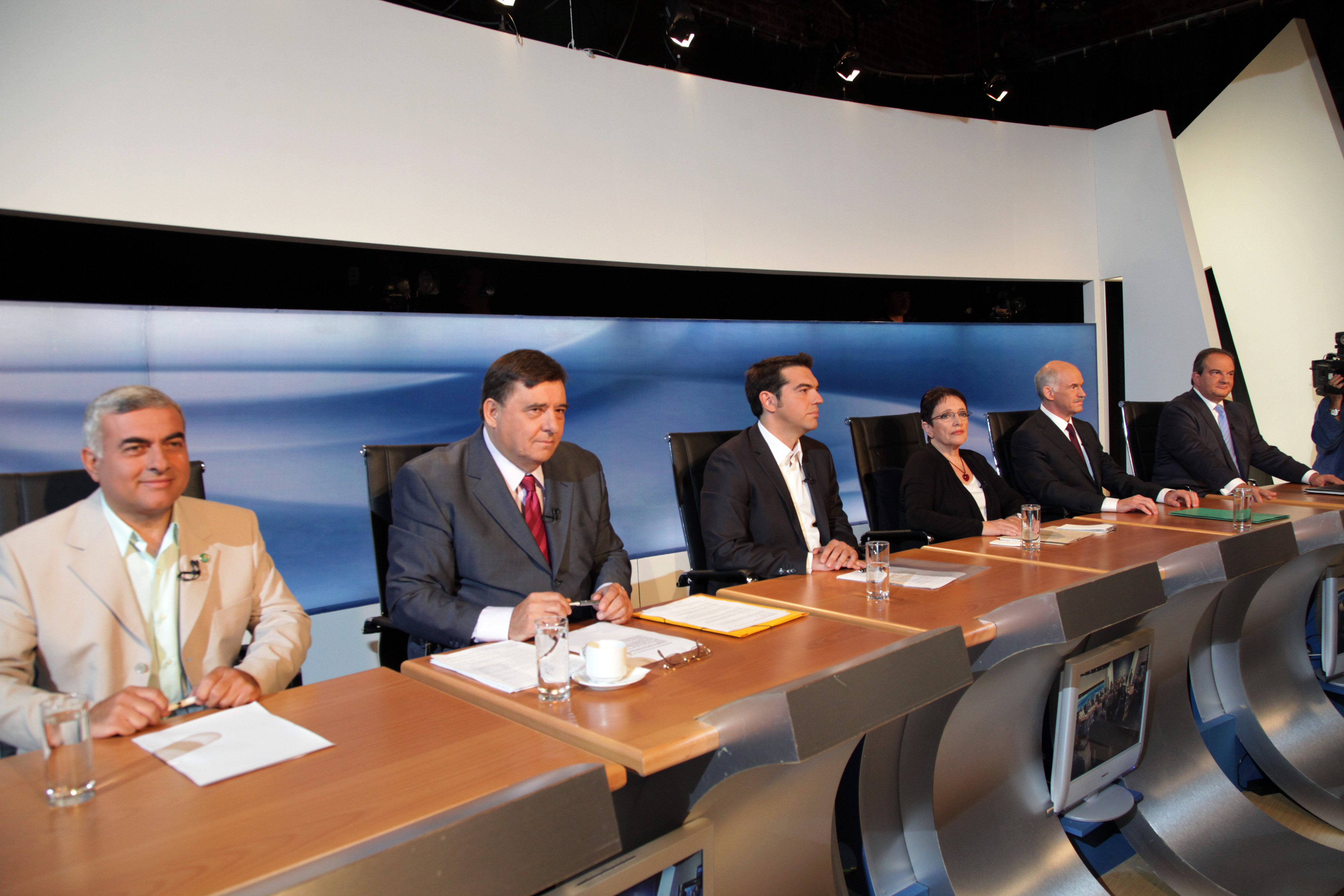
Leaders of the (L to R) Ecologist Greens, Popular Orthodox Rally, ائتلاف اليسار الراديكالي (سيريزا), الحزب الشيوعي اليوناني, الحركة الاشتراكية اليونانية, and New Democracy parties before a televised debate

أعلنت «علماء البيئة اليونان» تحالفهما الانتخابي مع رالي الأرثوذكسية الشعبية (لاوس) [3] : 11 سبتمبر 2009
قدم ما مجموعه 28 حزبا في قوائم المرشحين Pagos Areios : 16 سبتمبر 2009. فإن المحكمة الدائمة للترشيح البيطري القانونية ويعلن رسميا المرشحين المشروعة في غضون أسبوع. في الانتخابات الماضية، ورفضت بعض الترشيحات لان المرشحين قد عقدت بعض المكاتب العامة التي لم يكن قد استقال في الوقت المناسب.
بث التلفزيون الحكومي NET، في اذع مع كبرى محطات التلفزيون التجارية، والنقاش بين قادة ND، باسوك، الحزب الشيوعي اليوناني، سيريزا، ولاوس، والخضر الايكولوجية: 21 سبتمبر 2009. شكك قادة الحزب من قبل فريق من الصحفيين من المحطات التلفزيونية المشاركة في اذع. وكانت الأسئلة والأجوبة استدارة وتوقيتها. وكان يسمح لكل زعيم حزب لوضع سؤال واحد إلى واحد زعيم الحزب أخرى يختارونها مباشرة.
وأعلن Pagos Areios الأحزاب المشاركة في الانتخابات: 21 سبتمبر 2009. وقد رفضت 5 من تطبيقات 28 ؛ هما: «علماء البيئة اليونان -- كونستانتينوس Papanikolas -- التنفيه السياسية»، «حركة الديمقراطية المباشرة الهيلينية» (Ελληνικό Κίνημα Άμεσης Δημοκρατίας—جيورجوس Kokkas)، «جمهورية جديدة اليونانية» (Νέα Ελληνική Δημοκρατία—N. Laskos)، «من أين أنت، بابادوبولوس --؟ طرف الأجانب اليونانية -- Terrorise الارهابيين» (Πού είσαι Παπαδόπουλε—Κόμμα Ελλήνων Αλλοδαπών—Τρομοκρατήστε τους Τρομοκράτες)، «المستقبل لليونانيين -- عباد الشعب اليوناني» (Μέλλον των Ελλήνων—Υπηρέτες του Ελληνικού Λαού—N. Skopelitis).
22 سبتمبر 2009 : وهما رئيس الوزراء المحتمل، كوستاس كارامانليس وجورج باباندريو، ناقش لمدة 75 دقيقة. وقسمت المناقشة في 5 أقسام (الاقتصاد، والتعليم، والإدارة، والبيئة، والسياسة الخارجية). وكان كلا الزعيمين دورات 2 3 دقائق و 1 دورة 1 دقيقة. وكان الوسيط 1 دقيقة أن أعرض هذا الموضوع. وقد أدار النقاش الصحافي Houkli ماريا، وكان وفقا لاذع المناقشة متعددة الأحزاب أعلاه.
3 أكتوبر 2009 : أعلن أن سبعة استطلاعات الرأي تجمع مواردها لإجراء الاستطلاع المشترك، الذي تم بثه من قبل جميع محطات التلفزيون والأخبار في 07:00، والوقت عند التصويت انتهت رسميا. استطلاعات الرأي المشتراة حوالي 14000 الردود العشوائية وكانت تهدف لهامش ± 1.5 ٪ من الخطأ في التنبؤات أقرب وقت ممكن. المنطق المفرد، المقاول تكنولوجيا المعلومات لوزارة الداخلية، وتنفيذ نظام آمن للحصول على إحصاءات أولية من مراكز الاقتراع ما يقرب من 4000 من قبل SMS. وبالتالي كانوا قادرين على مشروع النتائج النهائية في غضون 0.2 ٪ ± بنسبة 9 مساء وضمن ± 0.1 ٪ بحلول منتصف الليل.
3 أكتوبر 2009 : احتمالات Publicised بواسطة المراهنات الدولية كانت تقريبا في اتفاق مع أحدث التوقعات كما هو مبين في الجداول أعلاه. المراهنات الرياضية هو الشكل الوحيد من المراهنة المسموح بها في اليونان.
بدأ التصويت في الساعة 07:00 وانتهى في الساعة 7 مساء، في 20937 مراكز في جميع أنحاء البلاد: 4 أكتوبر 2009. وقدرت نسبة الإقبال على التصويت أكثر قليلا 7 ملايين دولار.

## الاستطلاعات والتوقعات
قدمت النتائج الأولية لاستطلاع اجراه ألكو استطلاعات الرأي، GPO، مارك، والتحليل Metron، MRB، الرأي والرس العام في 7 DST PM أوروبا الشرقية: 
| Joint exit poll     | October 4, 2009 | ND        | PASOK     | KKE     | SYRIZA  | LAOS    | EcoGreens | Others |
| Vote percentage     | 7 PM            | 34.3-37.3 | 41.0-44.0 | 7.3-8.3 | 3.9-4.9 | 5.0-6.0 | 2.0-3.0   | -      |
| Seats in Parliament | 7 PM            | 94-100    | 151-159   | 20-22   | 11-13   | 14-16   | 0         | -      |
| ------------------- | --------------- | --------- | --------- | ------- | ------- | ------- | --------- | ------ |

وأدلى نتائج منقحة من استطلاع اجراه ألكو استطلاعات الرأي، GPO، مارك، والتحليل Metron، MRB، الرأي والرس العامة في 08:50 PM DST أوروبا الشرقية. وقد بلغ هامش الخطأ المطالب به هو أقل من 0.5 ٪ : 
| Joint exit poll     | October 4, 2009 | ND   | PASOK | KKE | SYRIZA | LAOS | EcoGreens | Others |
| Vote percentage     | 8:50 PM         | 33.9 | 43.8  | 7.6 | 4.5    | 5.6  | 2.5       | -      |
| Seats in Parliament | 8:50 PM         | 92   | 160   | 21  | 12     | 15   | 0         | -      |
| ------------------- | --------------- | ---- | ----- | --- | ------ | ---- | --------- | ------ |

وأدلى الإسقاطات الإحصائية التي المنطق المفرد وزارة الداخلية، بناء على العوائد الفعلية، والجمهور في 9:00 DST أوروبا الشرقية. وقد بلغ هامش الخطأ 0.3 ٪ المطالب به هو: 
| Statistical projection | October 4, 2009 | ND   | PASOK | KKE | SYRIZA | LAOS | EcoGreens | Others |
| Vote percentage        | 9 PM            | 33.8 | 43.8  | 7.6 | 4.5    | 5.6  | 2.5       | 2.2    |
| Seats in Parliament    | 9 PM            | 92   | 160   | 21  | 12     | 15   | 0         | -      |
| ---------------------- | --------------- | ---- | ----- | --- | ------ | ---- | --------- | ------ |

## أحداث ما بعد الانتخابات
• 4 أكتوبر 2009 : اعترف رئيس الوزراء الحالى وزعيم حزب الديمقراطية الجديدة كوستاس كرامنليس بالهزيمة وقال انه سيستقيل مساعيه، وسوف لن يقف كمرشح في مؤتمر الحزب استدعى لانتخاب خليفة له في الشهر المقبل [4] [5]. رصيده 33.5 ٪ يمثل انخفاضا تاريخيا للحزب منذ تأسيسها في عام 1974. [6] [7] 
• 5 أكتوبر 2009 : إبلاغ رئيس مجلس النواب المنتهية ولايته رئيس الجمهورية حول نتائج الانتخابات. على الفور اتجه بعد ذلك رئيس الوزراء الحالي كوستاس كرامنليس استقالته إلى الرئيس. [8] ثم استدعي زعيم حزب باسوك جورج باباندريو من الرئيس ومنحه تفويضا بتشكيل مجلس الوزراء ورئيس الوزراء المكلف. [9] من الأعضاء الباسوك الأوروبية وقال ستافروس البرلمان Lambrinidis النتيجة كانت «مدهشة». [8] 
• وكان جورج باباندريو اليمين الدستورية كرئيس للوزراء في 11 صباحا، وانتقل إلى القصر مكسيموس، ومكتب رئيس مجلس الوزراء: 6 أكتوبر 2009. تم الإعلان عن أسماء الوزراء الجدد في 07:00. [10] [11] وأصبح يعرف ان جورج باباندريو قد عرضت EcoGreens أحد الموقفين وكيل وزارة للبيئة، ولكن تم رفض العرض لأسفل. 
• 7 أكتوبر 2009 : أدى اليمين الدستورية في مجلس الوزراء الجديد في 11:00. الديمقراطية الجديدة هو حزب المؤتمر للانعقاد وانتخاب زعيمه الجديد في 7 نوفمبر 2009.

## مزيد من القراءة
- Dinas, Elias (2010) 'The Greek general election of 2009: PASOK–the third generation,' West European Politics 33: 389-398.
- Gemenis, Kostas (2010) 'Winning votes and weathering storms: the 2009 European and parliamentary elections in Greece,' Representation 46: 353-362.
- Kovras, Iosif (2010) 'The parliamentary election in Greece, October 2009[وصلة مكسورة],' Electoral Studies in press.
- Pappas, Takis S. (2010) 'Winning by default: the Greek election of 2009,' South European Society and Politics 15: 273-287.

## وصلات خارجية
- Greece Votes Socialist by Maria Margaronis, ذا نيشن (مجلة), October 5, 2009
- NSD: European Election Database - Greece publishes regional level election data; allows for comparisons of election results, 1990–2009